# Người Bắc Kinh
Người Bắc Kinh, trước đây gọi là người vượn Bắc Kinh (danh pháp hai phần: Homo erectus pekinensis, đồng nghĩa: Sinanthropus pekinensis), là một phân loài người đứng thẳng (Homo erectus). Các dấu vết khảo cổ học của phân loài này được tìm thấy lần đầu vào giai đoạn năm 1923-27 trong một cuộc khai quật tại Chu Khẩu Điếm, về phía tây nam Bắc Kinh, Trung Quốc. Năm 2009 các phát hiện này được xác định có niên đại khoảng 750.000 năm trước và xác định niên đại mới bằng 26Al/10Be cho rằng chúng có niên đại khoảng 680.000–780.000 năm.
Trong giai đoạn từ năm 1929 tới năm 1937, 15 hộp sọ không đầy đủ, 11 hàm dưới, nhiều răng, một vài bộ xương và một lượng lớn công cụ đá đã được phát hiện tại hang Hạ ở Vị trí 1 của Di chỉ người Bắc Kinh tại Chu Khẩu Điếm, gần Bắc Kinh, Trung Quốc. Độ tuổi của chúng được ước tính là khoảng từ 500.000 tới 300.000 năm. Một lượng lớn các hóa thạch của người hiện đại cũng được phát hiện tại hang Thượng cùng di chỉ này vào năm 1933. Các hóa thạch hoàn chỉnh nhất, tất cả đều là nắp hộp sọ, bao gồm:
- Sọ II, phát hiện tại Điểm D năm 1929 nhưng chỉ được công nhận năm 1930, là nắp hộp sọ của người trưởng thành hoặc thanh niên, với kích thước bộ não khoảng 1.030 cm³. Sọ II
- Sọ III, phát hiện tại Điểm E năm 1929 là nắp hộp sọ của một thanh niên hay trẻ vị thành niên với kích thước bộ não khoảng 915 cm³. Sọ III
- Các sọ X, XI và XII (đôi khi gọi là LI, LII và LIII) được phát hiện tại Điểm L năm 1936. Chúng được cho là thuộc về một người đàn ông trưởng thành,một người đàn bà trưởng thành và một người trẻ, với kích thước bộ não tương ứng khoảng 1.225 cm³, 1.015 cm³ và 1.030 cm³[4]Sọ X Sọ XI Sọ XII
- Sọ V: Hai mảnh vỡ sọ được phát hiện năm 1966 khớp với bản đúc của hai mảnh vỡ khác được tìm thấy năm 1934 và 1936 để tạo thành phần lớn của một nắp hộp sọ với kích thước bộ não 1.140 cm³. Các mảnh vỡ này được tìm thấy ở độ sâu nhỏ hơn, và dường như là hiện đại hơn so với các nắp hộp sọ khác[5]Sọ V.

Phần lớn nghiên cứu về các hóa thạch này được Davidson Black thực hiện cho tới khi ông mất năm 1934. Pierre Teilhard de Chardin tiếp tục công việc cho đến khi Franz Weidenreich thay thế, và ông này tiếp tục nghiên cứu các hóa thạch cho đến khi rời Trung Quốc năm 1941. Các hóa thạch gốc đã biến mất năm 1941, nhưng các bản đúc chất lượng tốt và các mô tả thì vẫn còn.

## Phát hiện và nhận dạng
Nhà địa chất người Thụy Điển là Johan Gunnar Andersson và nhà cổ sinh vật học người Mỹ là Walter W. Granger đã tới Chu Khẩu Điếm, Trung Quốc để nghiên cứu các hóa thạch tiền sử vào năm 1921. Họ đã được các công nhân mỏ đá đưa tới Long Cốt Sơn, nơi Andersson đã nhận ra các trầm tích thạch anh không phải là bản địa của khu vực này. Ngay lập tức sau khi nhận thức được tầm quan trọng của phát hiện này ông đã quay sang các đồng nghiệp và thông báo "Ở đây có người nguyên thủy; bây giờ tất cả mọi điều chúng ta cần làm là tìm kiếm ông ấy!".
Công cuộc khai quật đã được trợ lý của Andersson là nhà cổ sinh vật học người Áo Otto Zdansky tiến hành ngay lập tức, và ông đã tìm thấy cái dường như là răng hàm người hóa thạch. Ông trở lại di chỉ này vào năm 1923, và các vật liệu đã khai quật trong 2 cuộc đào bới kế tiếp nhau đã được gửi tới Đại học Uppsala ở Thụy Điển để phân tích. Năm 1926, Andersson thông báo về việc tìm thấy 2 răng hàm người trong các vật liệu này, và Zdansky đã công bố các phát hiện của mình.
Nhà giải phẫu học người Canada là Davidson Black thuộc Viện Y học Hiệp hòa Bắc Kinh (北京协和医学院), được kích thích bởi phát hiện của Andersson và Zdansky, nhận được tài trợ của quỹ Rockefeller và khởi động lại các công cuộc khai quật tại di chỉ vào năm 1927 cùng các nhà khoa học phương Tây và Trung Quốc. Nhà cổ sinh vật học người Thụy Điển là Anders Birger Bohlin đã đào được một chiếc răng rơi ra, và Black đặt nó trong một trái tim bằng vàng trên sợi dây đeo đồng hồ của ông
Black công bố phân tích của ông trong tạp chí Nature, nhận dạng phát hiện của mình là thuộc về một loài và một chi mới mà ông đặt tên là Sinanthropus pekinensis, nhưng nhiều nhà khoa học đương thời giữ thái độ hoài nghi về nhận định như vậy trên cơ sở chỉ của một chiếc răng, và quỹ Rockefeller đã yêu cầu phải có thêm nhiều mẫu vật nữa trước khi quỹ này có thể đồng ý cấp thêm tiền tài trợ.
Một quai hàm dưới, vài chiếc răng và các bộ phận của hộp sọ được khai quật năm 1928. Black đã trình các phát hiện này cho quỹ và được tài trợ $80.000 mà ông đã dùng vào việc thành lập Phòng thí nghiệm Nghiên cứu đại Tân Sinh (新生代地质与环境研究室).
Các khai quật tại di chỉ dưới sự giám sát của các nhà khảo cổ học Trung Quốc Dương Chung Kiện (杨钟健, Yang Zhongjian), Bùi Văn Trung (裴文中, Pei Wenzhong) và Giả Lan Pha (贾兰坡, Jia Lanpo) đã phát hiện 200 hóa thạch người (bao gồm 6 nắp hộp sọ gần như hoàn chỉnh) từ trên 40 mẫu vật riêng lẻ. Các cuộc khai quật này kết thúc vào năm 1937 khi chiến tranh Trung-Nhật nổ ra.
Công cuộc khai quật tại Chu Khẩu Điếm được tiến hành trở lại sau khi chiến tranh kết thúc. Di chỉ Người Bắc Kinh tại Chu Khẩu Điếm đã được UNESCO liệt kê là Di sản thế giới năm 1987. Các công cuộc khai quật mới lại được tiến hành tại di chỉ này vào tháng 6 năm 2009.

## Các kết luận cổ sinh vật học

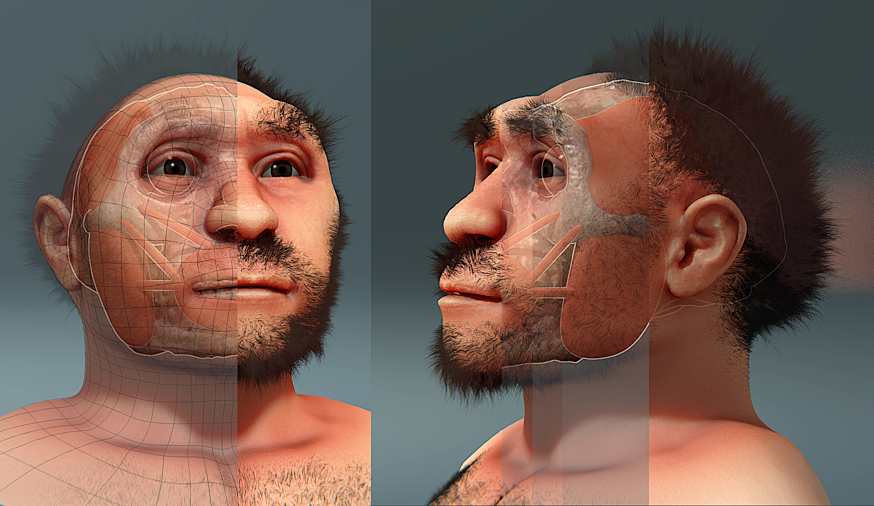
Tái tạo khuôn mặt pháp y của Homo erectus pekinensis.

Các mẫu vật đầu tiên của Homo erectus đã được Eugène Dubois tìm thấy trên đảo Java vào năm 1891, nhưng bị nhiều người gạt bỏ do chỉ coi đó là di cốt của vượn lớn bị biến dạng. Sự phát hiện với chất lượng tốt các di cốt tại Chu Khẩu Điếm đã kết thúc nghi ngờ này và người Java, nguyên được đặt tên là Pithecanthropus erectus, đã được chuyển sang chi Homo cùng với người Bắc Kinh.
Các phát hiện lân cận của các di cốt động vật và chứng cứ về việc sử dụng lửa và công cụ, cũng như việc chế tạo các công cụ, đã được dùng để hỗ trợ cho H. erectus như là những thợ thủ công đầu tiên. Phân tích các di cốt của người Bắc Kinh đã dẫn tới tuyên bố cho rằng các hóa thạch ở Chu Khẩu Điếm và Java là các ví dụ của cùng một giai đoạn rộng trong tiến hóa của loài người.
Diễn giải này bị Lewis Binford thách thức năm 1985, khi ông cho rằng người Bắc Kinh chỉ là người ăn xác động vật chết chứ không phải thợ săn.

## Quan hệ với người hiện đại
Franz Weidenreich cho rằng người Bắc Kinh là tổ tiên của người hiện đại và cụ thể là của người Hán, như nhìn nhận trong học thuyết nguồn gốc đa vùng của người hiện đại gốc của ông năm 1946. Các tài liệu Trung Quốc về tiến hóa loài người trong thập niên 1950 nói chung coi chứng cứ là không đủ để xác định xem người Bắc Kinh có phải là tổ tiên của người hiện đại hay không. Một quan điểm cho rằng người Bắc Kinh theo một cách nào đó trông có vẻ giống như người châu Âu hiện đại hơn là với người châu Á hiện đại, nhưng theo Barry Sautman thì cuộc tranh cãi về nguồn gốc này đôi khi bị phức tạp hóa do các vấn đề của chủ nghĩa dân tộc Trung Quốc. Vào năm 1952, người Bắc Kinh được một số tác giả cho là tổ tiên trực tiếp của người hiện đại. Một số nhà cổ sinh vật học đã lưu ý về tính liên tục dễ nhận thấy trong các di cốt này.

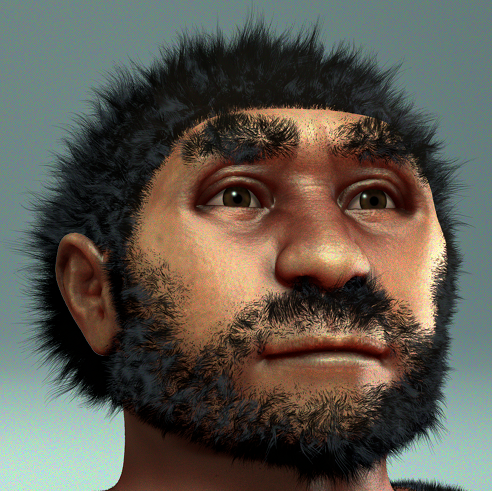
Tái tạo khuôn mặt pháp y của Homo erectus pekinensis.

## Tình trạng hiện tại
Các hóa thạch của người Bắc Kinh từng được lưu giữ tại Viện Y học Hiệp hòa Bắc Kinh. Những người tận mắt chứng kiến nói rằng vào năm 1941, khi Bắc Kinh đang dưới sự chiếm đóng của người Nhật, ngay trước khi nổ ra chiến sự giữa Nhật Bản và lực lượng Đồng minh trong Thế chiến 2 thì các hóa thạch đã được đóng vào 2 thùng to và được đưa lên xe quân sự của Thủy quân lục chiến Hoa Kỳ khởi hành đến cảng Tần Hoàng Đảo ở miền bắc Trung Quốc, gần với căn cứ hải quân tại trại Holcomb. Từ đây chúng được chuyển bằng tàu thủy tới Bảo tàng Lịch sử Tự nhiên Hoa Kỳ ở New York, nhưng các hóa thạch đã biến mất trên đường đi.
Nhiều cố gắng các loại đã được thực hiện để xác định xem các hóa thạch này ở đâu, nhưng đều không thu được kết quả gì. Năm 1972 một nhà tài chính người Mỹ là Christopher Janus đã treo thưởng $5.000 cho các hộp sọ bị thất lạc này; một phụ nữ đã liên lạc với ông và đề nghị số tiền $500.000,nhưng sau đó người này cũng mất tăm. Tháng 7 năm 2005, trùng với lễ kỷ niệm 60 năm ngày kết thúc Thế chiến 2, chính quyền Trung Quốc đã thành lập một ủy ban để tìm kiếm những chiếc xương này.
Các thuyết về số phận của những chiếc xương này như từ cho rằng chúng từng ở trên boong tàu Nhật Bản Awa Maru hay tàu Hoa Kỳ nhưng đã bị chìm, cho tới cho rằng chúng đã bị nghiền nhỏ để dùng trong y học truyền thống Trung Hoa. Tuy nhiên, 4 chiếc răng vẫn còn thuộc sở hữu của Bảo tàng Cổ sinh vật học Đại học Uppsala .

## Thư viện ảnh

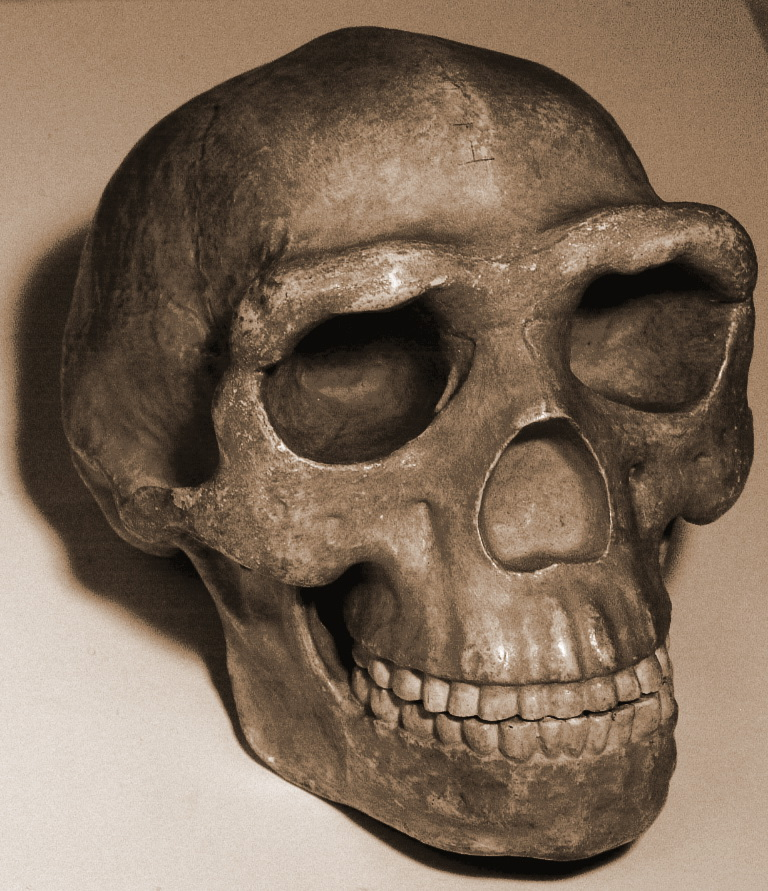
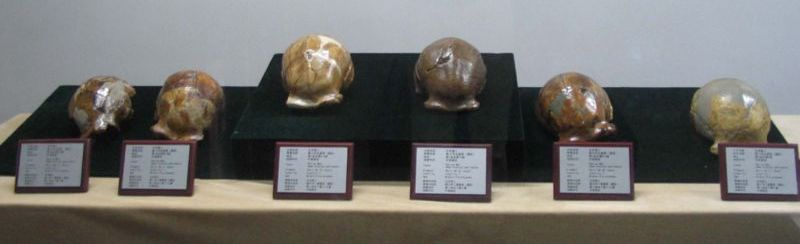
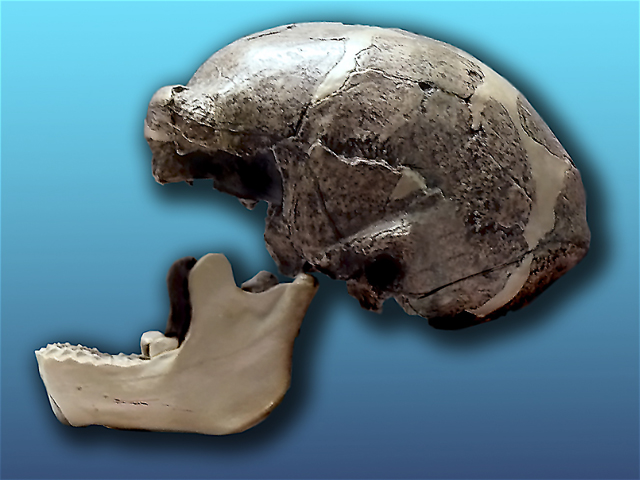
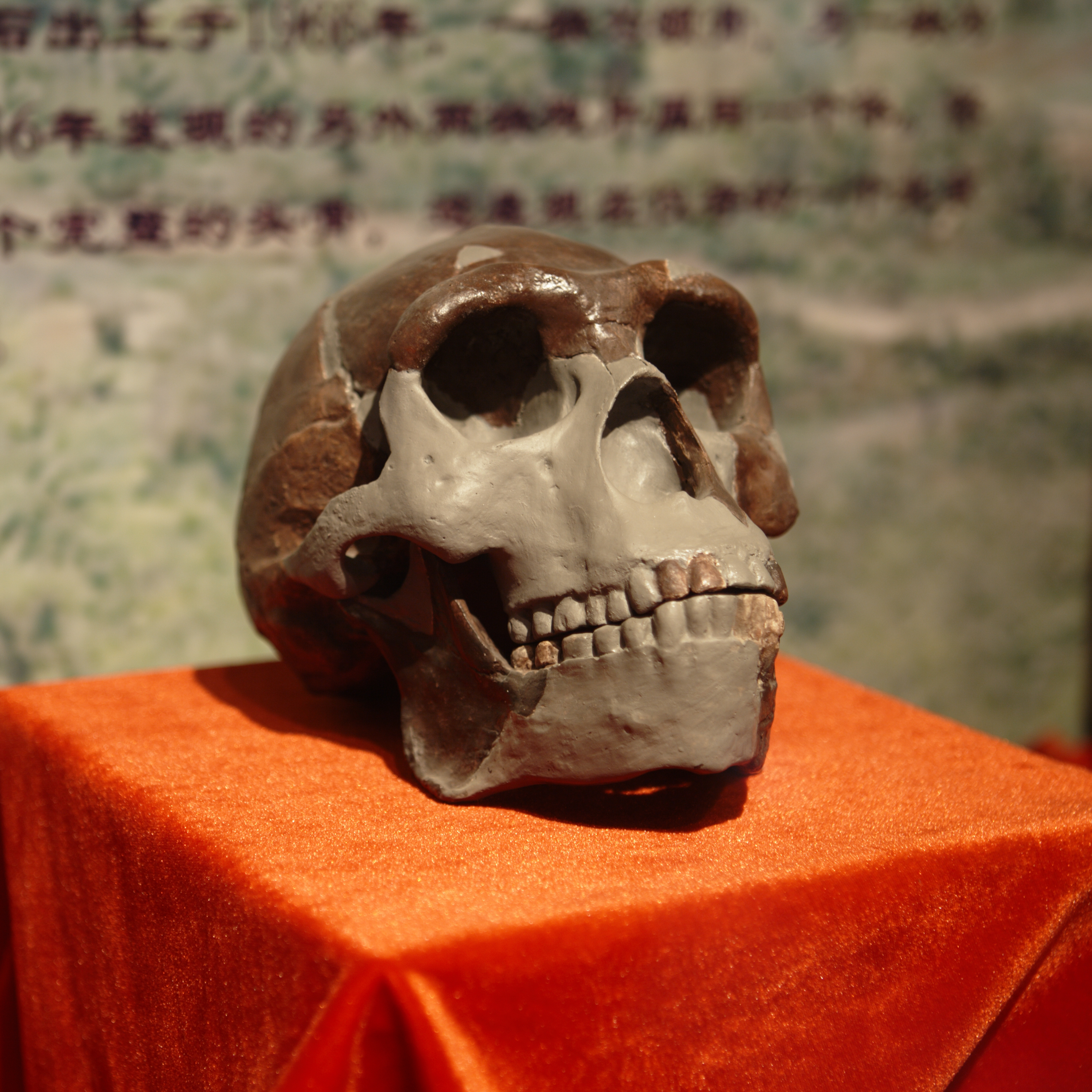

Di cốt xương sọ người Bắc Kinh